# Henry Rudolph Immerwahr
Henry Rudolph Immerwahr (Geburtsname Heinrich Rudolf Immerwahr, * 28. Februar 1916 in Breslau, Provinz Schlesien; † 15. September 2013 in Chapel Hill, North Carolina) war ein deutsch-amerikanischer Klassischer Philologe und Epigraphiker, der von 1957 bis 1977 an der University of North Carolina at Chapel Hill wirkte. Von 1977 bis 1982 war er Direktor der American School of Classical Studies at Athens.

## Leben
Heinrich Rudolf Immerwahr war ein Sohn des Holzhändlers Kurt Immerwahr und seiner Frau Johanna geb. Freund. Er hatte zwei jüngere Geschwister: Hilda und Werner Immerwahr (1924–2006), der später den Namen Vernon Ingram annahm. Die Eltern waren jüdischer Herkunft, erzogen ihre Kinder jedoch im christlichen Glauben.
Immerwahr besuchte das Johannesgymnasium Breslau, wo er 1934 die Reifeprüfung ablegte. Um der Verfolgung durch die Nationalsozialisten zu entgehen, studierte er von 1934 bis 1938 Klassische Philologie an der Universität Florenz. Nach der Promotion zum Dottore in Lettere 1938 erhielt er für das Jahr 1939/40 ein Stipendium der American School of Classical Studies at Athens, das seine weitere Laufbahn entscheidend beeinflusste: In Athen beschäftigte er sich intensiv mit den attischen Vaseninschriften, die einer seiner Forschungsschwerpunkte wurden.
Nach dem Ausbruch des Zweiten Weltkriegs verließ Immerwahr Athen und setzte seine Studien an der Yale University fort. Der dort tätige Althistoriker Michael Rostovtzeff, ein führender Wirtschaftshistoriker der Antike, betreute seine Dissertation über die Dipinti von Dura-Europos, einer antiken Stadt in Mesopotamien, die von Archäologen der Yale University in den 1930er Jahren intensiv erforscht worden war. Nach der Promotion zum Ph. D. 1943 wurde Immerwahr noch im selben Jahr US-amerikanischer Staatsbürger und änderte seine Vornamen zu Henry Rudolph. Von 1943 bis 1946 diente er in der United States Army und nahm als Sanitäter am Zweiten Weltkrieg teil. Während dieser Zeit heiratete er 1944 die Archäologin Sara Anderson (1914–2008), die er in Athen kennengelernt hatte.
Nach Kriegsende erhielt Immerwahr 1946 ein Guggenheim-Stipendium für Kriegsteilnehmer, das ihm ein weiteres Studienjahr an der Harvard University ermöglichte. Ab 1947 lehrte er an der Yale University. 1957 wechselte er an die University of North Carolina at Chapel Hill, wo er 1963 zum Full Professor und 1975 zum Alumni Distinguished Professor of Greek ernannt wurde. 1977 beendete er seine dortige Lehrtätigkeit und ging als Direktor an die American School of Classical Studies at Athens, wo er fünf Jahre lang bis 1982 blieb. Nach seiner Rückkehr nach Chapel Hill (als Emeritus) wurde er Mitglied des Managing Committee der American School. Seine wissenschaftliche Arbeit setzte er bis zu seinem Tod im Alter von 97 Jahren fort.
Immerwahr war Mitglied der American Philological Association, des Archaeological Institute of America, des Deutschen Archäologischen Instituts (korrespondierendes Mitglied) und der Freunde der Gennadius Library.

## Wissenschaftliches Werk
Immerwahrs Forschungsschwerpunkte waren die griechische Literatur und die griechischen Inschriften, insbesondere Inschriften auf Vasen.
Seine philologische Schulung verdankte er (abgesehen von der gründlichen Vorbildung auf dem Breslauer Gymnasium) vor allem Giorgio Pasquali in Florenz, der zu den führenden Gräzisten Italiens zählte. Bei Pasquali verfasste Immerwahr seine Dissertation zur Tyche bei Platon. Später beschäftigte er sich mit dem Geschichtsschreiber Herodot und bemühte sich um eine neue, ausgewogene Deutung seines Werkes: Während dieser „Vater der Geschichtsschreibung“ von der historisch-kritischen Forschung als unglaubwürdiger Geschichtenerzähler angesehen wurde, stellte ihn Immerwahr vor den Hintergrund der damaligen geistigen Entwicklung in Griechenland. Für ihn war Herodot vor allem ein Kulturkritiker und Denker, weniger ein Historiker nach modernem Verständnis.
Sein anderer Schwerpunkt, die griechischen Inschriften, rührte von seinem Aufenthalt in Athen und seinem Promotionsstudium an der Yale University her. Eine Frucht seiner epigraphischen Studien war Immerwahrs Handbuch Attic Script. A Survey (1990). Immerwahr sammelte sein Leben lang Material zu einem Corpus der attischen Vaseninschriften, das er in Computerdatenbanken speicherte. Im Lauf der Jahrzehnte zog seine Datenbank auf verschiedene Computersysteme um, bis es schließlich als Corpus of Attic Vase Inscriptions beim Beazley Archive im Internet veröffentlicht wurde. Eine Fortsetzung dieses Corpus ist das Projekt Attic Vase Inscriptions von Rudolf Wachter an der Universität Basel.

## Schriften
- Dipinti from Dura. Dissertation, Yale University 1943.
- Form and Thought in Herodotus. Cleveland 1966.
- Attic Script. A Survey. Oxford 1990.